# Central (Carolina del Sur)
Central es un pueblo ubicado en el condado de Pickens en el estado estadounidense de Carolina del Sur. El pueblo en el año 2000 tiene una población de 3.522 habitantes en una superficie de 6.2 km², con una densidad poblacional de 565 personas por km². 

## Geografía
Central se encuentra ubicado en las coordenadas 34°43′26″N 82°46′47″O / 34.723781, -82.779754. Según la Oficina del Censo, el pueblo tiene un área total de 6,2 km² (2,4 mi²), de la cual 6,2 km² (2,4 mi²) es tierra y 0 km² (0 mi²) (0.0%) es agua.

## Demografía
En el 2000 la renta per cápita promedia del hogar era de $23.869, y el ingreso promedio para una familia era de $39.524. El ingreso per cápita para la localidad era de $14.394. En 2000 los hombres tenían un ingreso per cápita de $26.855 contra $22.207 para las mujeres. Alrededor del 29.20% de la población estaba bajo el umbral de pobreza nacional. 